# Andrea Wolfmayr

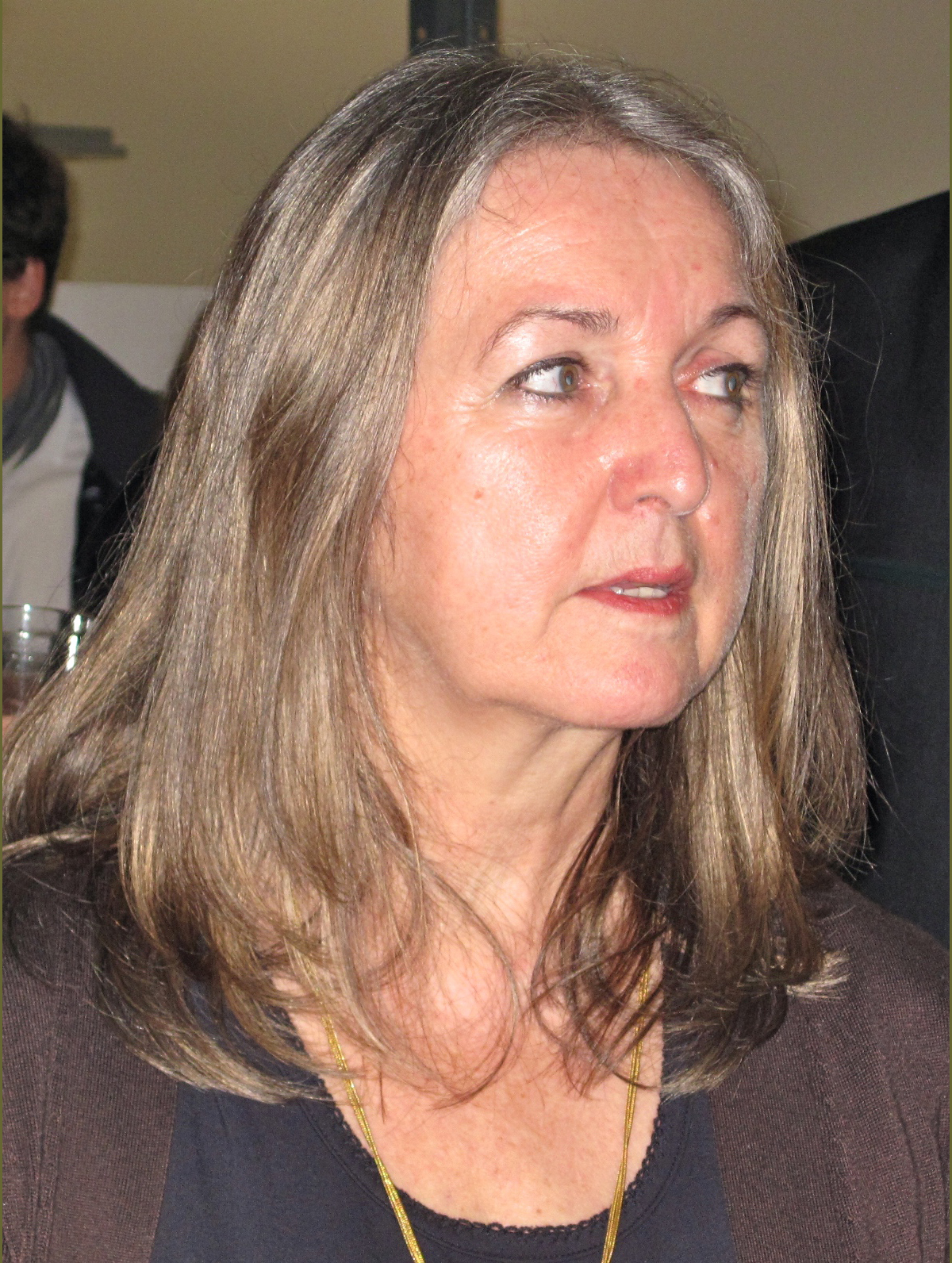
Andrea Wolfmayr (2011)

Andrea Wolfmayr (* 16. Juli 1953 als Andrea Kern in Gleisdorf/Steiermark) ist eine österreichische Schriftstellerin. 

## Leben
Andrea Wolfmayr besuchte die Volksschule und das Realgymnasium in Gleisdorf, an dem sie 1971 ihre Matura ablegte. 1979 bis 1986 absolvierte sie die Ausbildung zur Buchhändlerin. In dieser Zeit begann sie zu schreiben. 
Sie studierte Musik an der Grazer Musikhochschule sowie Germanistik und Kunstgeschichte an der Universität Graz, wo sie 1994 den Magistergrad erlangte und 1998 mit einer literaturwissenschaftlichen Arbeit zum Doktor der Philosophie promovierte. Von 1995 bis 1999 war sie wieder als Buchhändlerin tätig.
Seit Ende der Siebzigerjahre veröffentlicht sie literarische Texte; 1983 nahm sie am Ingeborg-Bachmann-Wettbewerb in Klagenfurt teil. Von 1999 bis 2006 war sie Abgeordnete der ÖVP im Österreichischen Nationalrat. Seit 2006 lebt sie als freie Schriftstellerin in Gleisdorf und arbeitete von 2007 bis 2013 in Graz im Kulturamt des Magistrats Graz. 
Andrea Wolfmayr ist Verfasserin von Romanen, Erzählungen, Kinderbüchern und Essays.
Andrea Wolfmayr war Mitglied der Grazer Autorenversammlung und ist seit 2008 Mitglied des PEN-Clubs.

## Auszeichnungen
- 1980 Steinhausen-Literaturpreis
- 1982 und 1984 Preis des Wettbewerbs für Christliche Literatur der Wochenzeitung "Die Furche" und des "Styria"-Verlags
- 1982 und 1987 Staatsstipendium des Bundesministeriums für Unterricht und Kunst für Literatur
- 1982 und 1985 Anerkennungspreis des Förderungspreises für Kinder- und Jugendliteratur des Landes Steiermark
- 1985 Theodor-Körner-Preis
- 1986 Dritter Preis des Paula-Grogger-Erzählpreises des Steirischen Schriftstellerbundes
- 1986 und
- 1991 Buchprämie des Bundesministeriums für Unterricht und Kunst
- 1992 Otto-Stoessl-Preis
- 1994 Preis des Literaturwettbewerbs „Heimat - was ist das“ der Kulturabteilung der Steirischen Landesregierung

## Werke
- Spielräume, Roman, Verlag Steinhausen, München 1981 (Rowohlt, Hamburg 1984)
- 1, 2, 3 wir sind dabei, Kinderbuch, Graz 1981 (zusammen mit Paul Mangold)
- Die Farben der Jahreszeiten, Roman, Styria, Graz, Wien, Köln 1986
- Die Schwalbe oder Minos auf Kreta, Gleisdorf 1987 (zusammen mit Micha Geyer)
- Pechmarie, Roman, Styria, Graz, Wien, Köln 1989
- Margots Männer, Roman, Edition S, Wien 1990
- Phoenix & Phoebe, Wies 1991
- ... so brauch ich Gewalt, Kriminalroman, Aarchachne Verlag, Wien 1995
- Digitalis Purpurea, Roman, Styria, Graz, Wien, Köln 1998
- Farbsymbolik bei Ingeborg Bachmann und Paul Celan, Dissertation Graz 1998
- Die Grazgängerin, Weishaupt, Gnas 2000
- Damals, jetzt und überhaupt, Erzählungen, Steirische Verlagsgesellschaft, Graz 2003
- Über den Wechsel. Der Beginn eines neuen Lebens(Abschnittes), Verlag 55PLUS Medien GMBH, Wien 2005 (zusammen mit Johannes Huber)
- Im Zug. Aufzeichnungen einer Pendlerin, edition keiper, Graz 2011
- Weiße Mischung. Ein Roman aus der Provinz, edition keiper, Graz 2012
- Jane und ich oder Die Therapeutinnen. Roman, edition keiper, Graz 2014
- Roter Spritzer. Der zweite Roman aus der Provinz, edition keiper, Graz 2015
- Vom Leben und Sterben des Herrn Vattern, Bauer, Handwerker und Graf, Roman, edition keiper, Graz 2016
- Ausnüchterung. Ein dritter Roman aus der Provinz, edition keiper, Graz 2017
- Jack & ich. Das Böse in mir, edition keiper, Graz 2018
- Mama!! Wie es ist. Wie es war. Roman. edition keiper, Graz 2021. ISBN 978-3-903322-27-1.